# Perdita prodigiosa
Perdita prodigiosa är en biart som beskrevs av Zackary M. Portman och Terry Griswold 2016. Perdita prodigiosa ingår i släktet Perdita och familjen grävbin. Den är känd för den påtagliga könsdimorfismen mellan hona och hane, där den senare har en tydlig likhet med en bevingad myra. Arten förekommer i ökenområdet i södra Nevada.

## Beskrivning
På grund av den starka könsdimorfismen mellan hane och hona behandlas de två könen åtskilt.
Honan är ett litet bi, knappt 3 mm långt och med en framvingelängd av drygt 1,5 mm. Det breda huvudet och mellankroppen har en svart till mörkbrun grundfärg utan den metallglans som annars är vanlig i släktet. Munskölden (clypeus) varierar från gulbrun till mörkbrun, överläppen (labrum) är vanligtvis mörkbrun, mera sällan gulbrun, käkarna är gulbruna med rödaktiga spetsar, antennerna har brun ovansida och brun undersida, benen är mörkbruna med gulbruna markeringar och vingarna har mörkbruna ribbor. Bakkroppen har gulbrun grundfärg: Tergiterna  har otydliga, mörkbruna kanter utom tergit 5, som är enfärgat mörkbrun. Kroppen har vit, tunn och mycket gles behåring.
Även hanen är liten, mindre än honan, med en längd på drygt 2 mm och en framvingelängd på omkring 1,5 mm. Kroppsformen är dessutom mycket extrem för ett bi, med en påtagligt tillplattad bakkropp och ett vanligtvis stort huvud med fyrkantig form och små ögon, något som ger hanen ett tydligt myrliknande utseende.
Det breda huvudet och mellankroppen har en mörkbrun, ofta fläckig grundfärg med nederdelen av ansiktet gulbrunt. Överläppen är bred, rektangulär och gulbrun, ibland med en mörk fläck. Käkarna är gulbruna med bruna spetsar, antennerna bruna med gulbruna spetsar och undersida. Benen är mörkbruna med gulbruna markeringar och vingarna har mörkbruna ribbor. Bakkroppen är enfärgat mörkbrun.

## Utbredning
Perdita prodigiosa är en nordamerikansk art. Utbredningsområdet omfattar norra delen av Mojaveöknen i södra Nevada i USA.

## Ekologi
Arten är polylektisk, den flyger till blommande växter från flera familjer, som strävbladiga växter (Tiquilia sp., bland annat Tiquilia latior) samt malvaväxter (klotmalvor). Flygtiden varar från april till augusti.
Något bo har inte påträffats, men andra medlemmar av släktet bygger bo i sand. En hypotes har framförts att hanen skulle tillbringa en stor del av sin tid i sitt bo, och att hans egendomliga kroppsform skulle vara en anpassning till ett sådant liv.